# Жоужан
Жоужан (на китайски: 柔然; на пинин: Róurán) е държава в Централна и Източна Азия, съществувала от началото на IV век до средата на VI век.
В края на IV век Жоужан завладява земите на днешна Монголия и Централна Азия, както и части от Сибир и Манджурия. Те контролират тези области до средата на VI век, когато държавата им е разгромена от засилващия се Тюркски хаганат и китайските династии Северна Ци (Бей Ци) и Северна Джоу (Бей Джоу).

## Наименование
За наименованието 柔然 се предполага, че е китайска транскрипция на самонаименованието на този народ. В днешния стандартен мандарин то се произнася близко до жоужан. Някои изследователи се опитват да реконструират оригиналната форма на тази дума, изхождайки от нейното произношение в тогавашния китайски език и известни подобни думи в монголските езици.
В някои китайски източници за жоужан се използват и обидните имена жужу (茹茹, буквално „храна за животни“) и жуанжуан ((蠕蠕, буквално „пълзящи насекоми“), както и тантан (檀檀).

## История
След разпадането на държавата им, голяма част от сиенбей се преселват на юг към Севернокитайската равнина, където основават няколко държави, играли важна роля в китайската история. Жоужан вероятно е основана от останали на север сиенбей. Споменава се за пръв път през IV век, когато нанася поражение на тиелъ и установяват контрол над големи части от Манджурия до езерото Хулун. През следващите години Жоужан разпростира влиянието си на запад, като до началото на V век техни васали са и ефталитите. При най-голямото разширение на държавата тя обхваща земите от река Орхон до Китайската стена и от Манджурия до Турфан и може би дори до източните брегове на езерото Балхаш.
За основоположника на управляващата династия на Жоужан Юдзиулю Мугулу се твърди, че първоначално е роб на сиенбейския род Туоба. Неговият потомък Юдзиулю Шълун пръв обединява родовете на Жоужан, нанася поражения на тиелъ и сиенбей и през 402 година за пръв път приема титлата хаган.
В средата на VI век подчинените на Жоужан гьоктюрки се разбунтуват, поставяйки началото на Тюркския хаганат. Около 555 година, с помощта на Западна Уей, те унищожават империята Жоужан. Остатъците от жоужанския елит се установяват в северен Китай. Според някои хипотези част от тях се изселва на запад и стават основата на европейските авари.

## Хипотези за връзка с аварите
Според някои хипотези европейските авари от 6-9 век произлизат от едно от племената на жоужаните. Тази версия се оспорва, тъй като в китайската хроника „Ляншу“ ясно се посочва, че аварите – хвар, са част от племената малки юеджи, известни и като хуа – ефталити. От друга страна, според изследователи като Лев Гумильов, между средноазиатските хвар и европейските авари няма връзка. От трета страна според Омелян Прицак азиатските жоужан нямат нищо общо с европейските авари, които са от хунски произход, т. нар. хвар-хуни.